# Isdammen
Isdammen är en damm i Adventdalen på Spetsbergen i Svalbard, som är huvudvattentäkt för Longyearbyen. Den ligger nära Adventälvens utlopp i Adventfjorden. Den är omkring 2,5 kilometer lång och 600 meter bred, med en vattenyta på 1,4 km². Högsta vattenstånd är 3,3 meter över havet och största volym i magasinet är 2,7 miljoner kubikmeter.
Reservoaren tillkom som konstgjord dricksvattentäkt redan före andra världskriget. Isdammen bestod ursprungligen av en större damm, Store Isdam, och flera mindre dammar, Isdammane, som dämdes upp till en gemensam damm när en 3-4 meter hög och nästan 2,5 kilometer lång damm byggdes över nära Endalsälvens utlopp i Adventälven. Denna damm tjänstgör också som bilväg vidare uppåt Adventdalen.
Sydost om Isdammen låg Svalbards första flygplats, som var i bruk före 1975. Den hade en icke permanentbelagd bana och kunde inte användas på sommaren. Sydost om Isdammen ligger också Dammyra, där tysk militär hade en väderstation 1941–1942 under andra världskriget.

## Källor

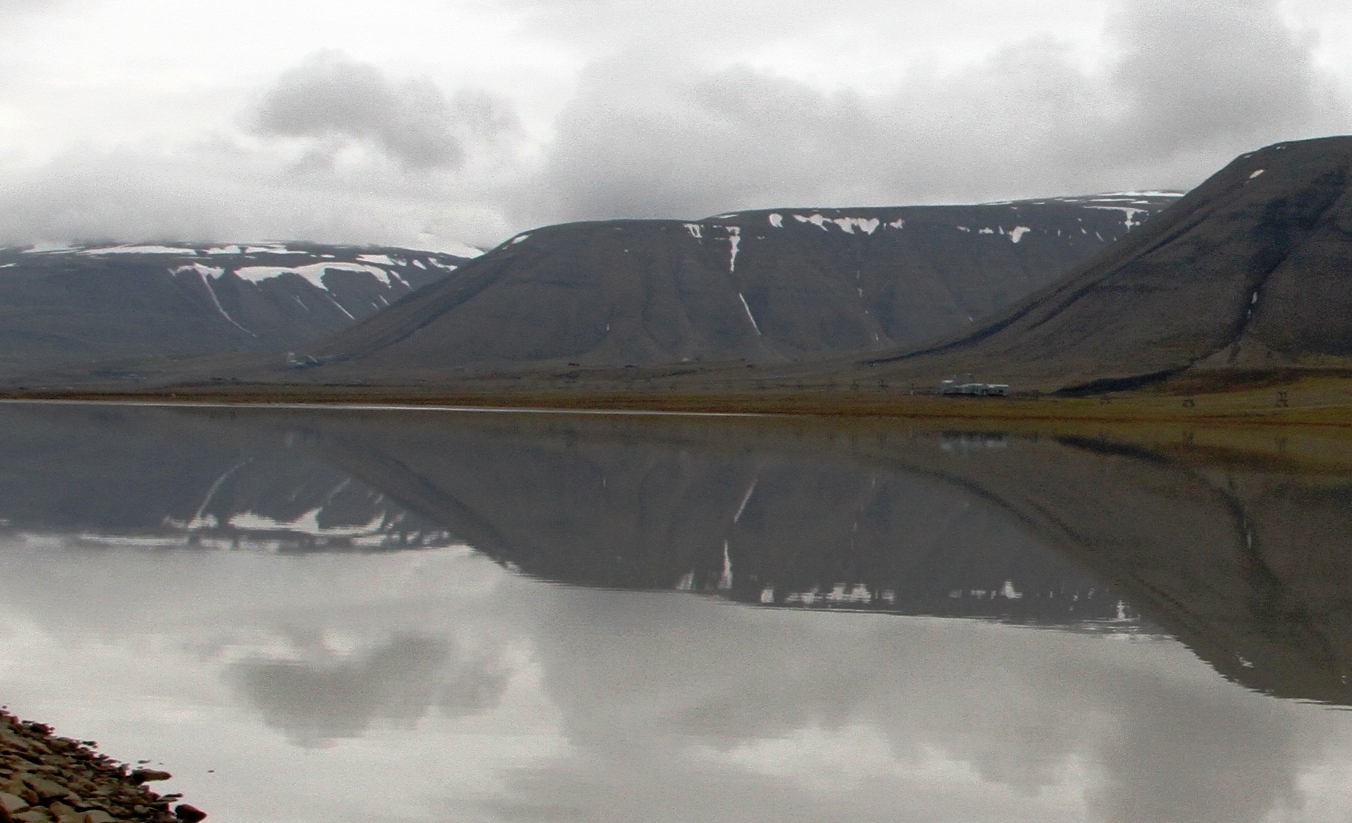
Utsikt över Isdammen mot Bolternosa